# Längelmäki
Längelmäki este o fostă comună din Finlanda.